# Karl Friedrich Küstner
Karl Friedrich Küstner, född 22 augusti 1856 i Görlitz, död 15 oktober 1936 i Mehlem (tillhör numera Bonn), var en tysk astronom.
Küstner blev 1882 observator vid observatoriet i Hamburg och 1884 vid observatoriet i Berlin, 1891 professor i astronomi vid universitetet i Bonn samt direktor för därvarande observatorium.
Han var den förste, som (1888) lyckades bestämt påvisa de periodiska polhöjdsvariationerna. Han utförde vidare en mängd undersökningar och observationer över planeter, kometer, variabla stjärnor, förmörkelser m.m. samt flera omfattande observationsserier för bestämning av fixstjärnorter och av stjärnornas egenrörelser. Slutligen bestämde han för första gången (1905) solparallaxen genom spektrografiska mätningar av linjeförskjutningar i fixstjärnspektra enligt den Dopplerska principen.
Bland hans arbeten märks särskilt Neue Methode zur Bestimmung der Aberrationsconstante etc. (1888), som innehåller upptäckten av polhöjdsvariationerna, Die Eigenbewegung von 335 Sternen nach älteren und eigenen Beobachtungen (1897) och Eine spektrographische Bestimmung der Sonnenparallaxe (1905). Han utgav även en ny upplaga av Friedrich Wilhelm August Argelanders stora stjärnkatalog "Bonner Durchmusterung" och hans stora kartverk över norra stjärnhimlen. Küstner tilldelades Royal Astronomical Societys guldmedalj 1910.